# Ria Deeg

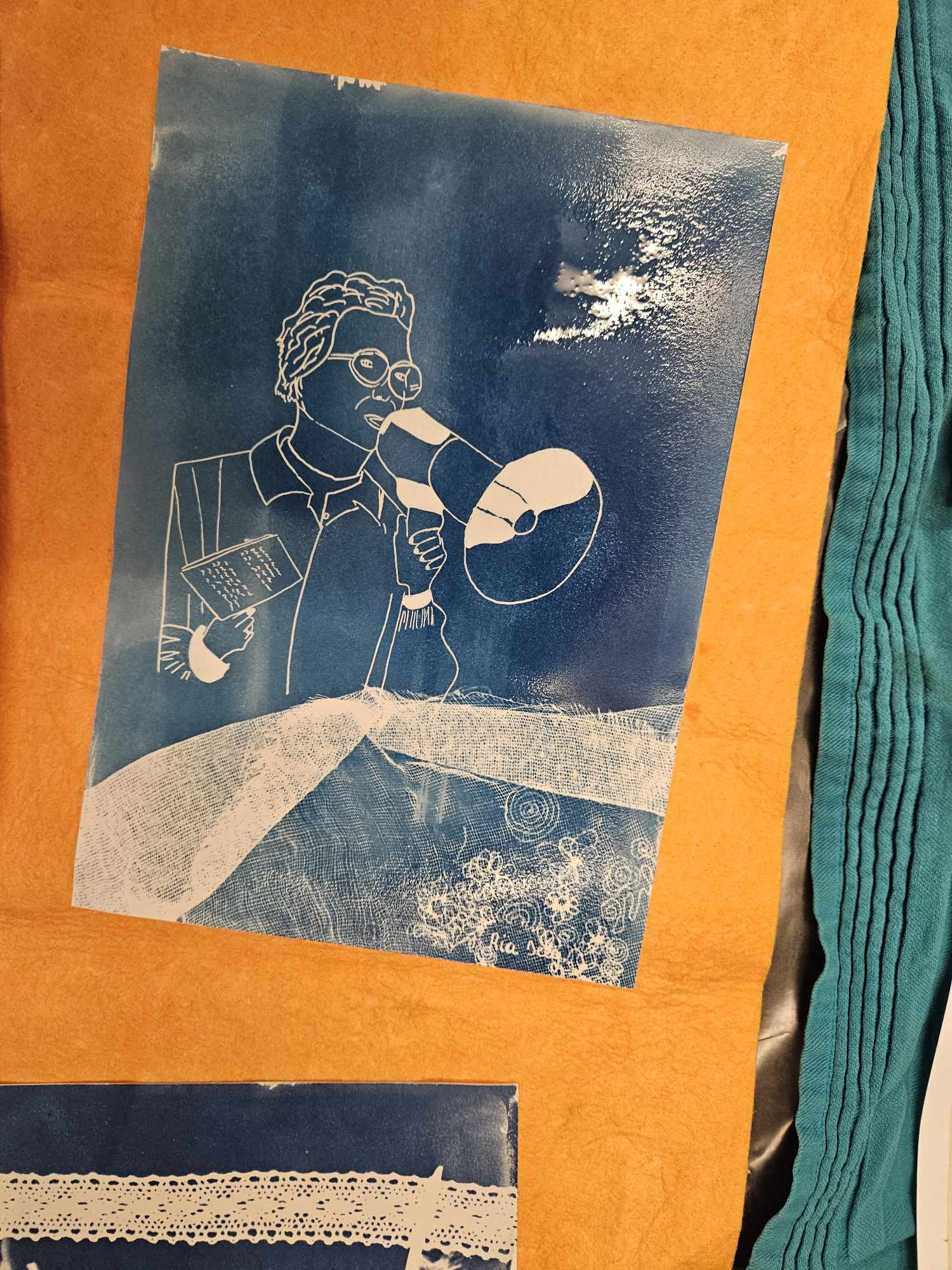
Ria Deeg (Cyanotypie)

Ria Deeg (* 2. Oktober 1907 in Dutenhofen, Landkreis Wetzlar; † 13. August 2000 in Gießen) war eine deutsche Widerstandskämpferin gegen den Nationalsozialismus.

## Biographie
Ria Deeg wurde mit zwei weiteren Geschwistern allein von ihrer Mutter aufgezogen. Die Mutter ernährte die Familie mit Arbeiten als Wasch- und Putzfrau, nachdem der Vater, ein Tagelöhner, kurz nach Rias Geburt tödlich verunglückt war. Von 1914 bis 1922 besuchte sie in Gießen die Volksschule und arbeitete danach als Hausangestellte, Hilfsarbeiterin, Volontärin im Buchhandel und später bis 1932 im Gießener Konsumverein. 1923 trat sie in die Sozialistische Arbeiterjugend ein, 1925 in die SPD und die Gewerkschaft. 1932 verließ sie die SPD, weil sie sich nach ihrer Meinung gegenüber dem aufkommenden Nationalsozialismus zu lasch verhielt, und wurde Mitglied der KPD. Daraufhin wurde sie beim sozialdemokratisch orientierten Konsumverein entlassen. Im selben Jahr arbeitete sie bei der KPD-Regionalzeitung Gießener Echo mit.
Nach der Machtübernahme durch die Nationalsozialisten begann sie, illegal zu arbeiten. Sie verteilte Flugblätter und Zeitungen, sammelte für die Rote Hilfe Geld und Lebensmittel zur Unterstützung der Familien Verhafteter. Nachdem die illegale Bezirksleitung verhaftet worden war, gab sie verstärkt eigene Flugblätter heraus. Die Materialien wurden unter abenteuerlichen Umständen hergestellt und verbreitet, und sie war immer in Gefahr, entdeckt und verhaftet zu werden. Beispielsweise versteckte sie die illegale Schreibmaschine in der Schublade eines SA-Mannes, der bei ihrer Mutter zur Untermiete wohnte. Im November 1934 wurde Ria Deeg verhaftet. Im Juli 1935 wurde sie wegen Vorbereitung zum Hochverrat zu 38 Monaten Haft verurteilt. Dabei wurden acht Monate U-Haft wegen „hartnäckigen Leugnens“ nicht angerechnet. Nach ihren Haftstationen in Gießen, Darmstadt, Mainz und Aichach/Oberbayern stand sie unter Polizeiaufsicht und musste sich dreimal wöchentlich melden. Sie musste ihren Hausschlüssel abgeben, durfte die Stadt nicht verlassen und musste von 22 bis 6 Uhr im Haus bleiben.
1940 heiratete sie Walter Deeg. Ihnen beiden war jeder Kontakt miteinander verboten; beide hatten bei der Haftentlassung u. a. schriftlich versichern müssen, „keinen Kontakt mit Gleichgesinnten oder politisch vorbestraften Personen“ aufzunehmen – andernfalls erfolge sofortige Einweisung in ein KZ. Es folgten neuer Terror der Gestapo, Vorladungen und Bespitzelungen von Hausbewohnern. Nachdem ihr Mann im Frühjahr 1943 zur Strafdivision 999 eingezogen worden war, blieb sie mit drei kleinen Kindern – dem gemeinsamen Sohn Werner sowie seinen Kindern aus erster Ehe, Edith und Walter – allein auf sich gestellt, erlebte Krieg, die Bombenangriffe und die Befreiung.
Nach der Befreiung vom Nationalsozialismus wurde sie im Dezember 1945 Leiterin der „Betreuungsstelle für politisch, rassisch und religiös Verfolgte“ in Gießen.
Nach Zulassung der KPD war sie im Kreisvorstand und Mitglied des Landesvorstands; sie war zusammen mit Anton Kaiser Stadtverordnete bis zum Verbot der KPD 1956. Auf ihrer letzten Stadtverordnetenversammlung verlas sie einen Antrag „gegen die Erfassung der Wehrpflicht“ durch die Gießener Stadtverwaltung. 1958 wurde ihr Mann wegen illegaler Tätigkeit für die inzwischen verbotene KPD zu neun Monaten Gefängnis verurteilt. Es ging um Flugblätter gegen die Wehrpflicht und gegen die Landbeschaffung für militärische Zwecke. Sie wurde wegen Mangels an Beweisen freigesprochen. Später beteiligte sie sich gemeinsam mit ihrem Ehemann an Aktionen wie „Kampf dem Atomtod“ und den Ostermärschen. Sie war wesentliche Gestalterin in der VVN, die sie 1947 in Hessen mitbegründet hatte, und in der DKP, die im Herbst 1968 gegründet wurde.
Nach dem Militärputsch von Augusto Pinochet in Chile 1973 gehörte sie zu den ersten, die sich um chilenische Flüchtlinge kümmerten. Sie arbeitete im Chile-Komitee mit und unterstützte die Antifaschisten in Spanien (siehe Franquismus), Portugal (siehe Nelkenrevolution) und Griechenland (siehe Griechische Militärdiktatur).
Am 18. März 1987 überreichte der Gießener Oberbürgermeister Manfred Mutz (SPD) im Auftrag des damaligen SPD/Grünen-Magistrats die Goldene Ehrennadel der Universitätsstadt Gießen, die höchste Auszeichnung, welche die Stadt neben der Ehrenbürgerschaft zu vergeben hat, an Ria Deeg. In seiner Rede hob Mutz „ihren unermüdlichen Einsatz für Menschlichkeit, Anstand und politische Moral“ hervor. Den Glückwünschen des Oberbürgermeisters schlossen sich Hans Pfeifer (CDU) als Vertreter des Stadtverordnetenvorstehers und für ihre jeweiligen Fraktionen Friedel Eidmann (FDP), Günther Becker (SPD) und Heinrich Brinkmann (Die Grünen) an.
Bis zu ihrem Tod im Alter von 92 Jahren beteiligte Deeg sich aktiv an antifaschistischen Aktionen gegen alte und neue Nazis, so z. B. beim seit 1978 alljährlich durchgeführten Gießener Mahngang zum Gedenken an die Reichspogromnacht vom 9. November 1938, und berichtete als Zeitzeugin in Schulklassen und Organisationen über ihre Erlebnisse und Erfahrungen mit der NS-Zeit.

## Zitat
Aus dem Vorwort zur 4. Auflage der Signale aus der Zelle (1993):

„Nun bin ich 86 Jahre alt und habe mein Leben lang für Frieden und Sozialismus gekämpft. Ich bereue nicht einen Tag. Das sozialistische Lager ist zusammengebrochen, Fehler wurden gemacht. Aber das soll uns nicht entmutigen. Karl Marx ist nicht tot, seine Idee lebt, und es gilt immer noch, und heute mehr denn je, für eine bessere Welt zu kämpfen – gegen Kapitalismus und Krieg.
Leider ist das Gedächtnis der Menschen sehr kurz.“

## Publikationen
- Signale aus der Zelle: antifaschistischer Widerstand in Giessen 1933–1945 (= Giessener antifaschistische Hefte; 2). Verlag der DKP, Gießen. 3. Auflage: VVN, Bund der Antifaschisten, Gießen, 1983.
- Aufbau und Gründung des hessischen Landesverbandes der vereinigten Verfolgten des Naziregimes (VVN) in Gießen im Jahr 1946. In: Uta George (Hrsg.): Die andere Perspektive – Ein historischer Rückblick auf Gießen im 20. Jahrhundert. Ricker’sche Univ.-Buchhandlung, Gießen 1997, ISBN 3-925740-19-8.